# Karpacz
Karpacz (Krummhübel jusqu'en 1945) est une ville de Pologne (Basse-Silésie) située entre Jelenia Góra (Pologne) et Vrchlabí (République tchèque), aux pieds des monts des Géants.

## Économie
L'activité principale est le tourisme lié à la situation de la commune dans les Karkonosze (Monts des géants) à proximité immédiate de leur point culminant, le Śnieżka (en tchèque : Sněžka) dont l'altitude est de 1 602 m.
La commune dispose d'un équipement adapté à la pratique des sports d'hiver (remonte-pentes, tremplin de saut à ski, etc.) mais également aux loisirs estivaux (luge d'été, parc d'attractions western city, etc.)

## Monuments et curiosités
Sur le territoire de la commune est érigée une église en bois debout (Kościół Wang) qui a été démontée à Vang en Norvège en 1844 puis transportée et remontée à Karpacz. C'est une des rares églises de ce type qui subsiste . Dans le cimetière situé au pied de cette église Tadeusz Różewicz a été enterré en 2014.
Les amateurs de motocyclettes de la marque Harley Davidson de Pologne s'y retrouvent régulièrement.
De la commune, on peut voir l'observatoire météorologique de haute montagne Tadeusz Hołdys sur la Sniejka, une des deux stations météorologiques de haute montagne en Pologne.

## Jumelages
- Gdynia (Pologne)
- Hammel (Danemark)
- Reichenbach (Haute-Lusace) (Allemagne)
- Kamenz (Allemagne)

## Galerie

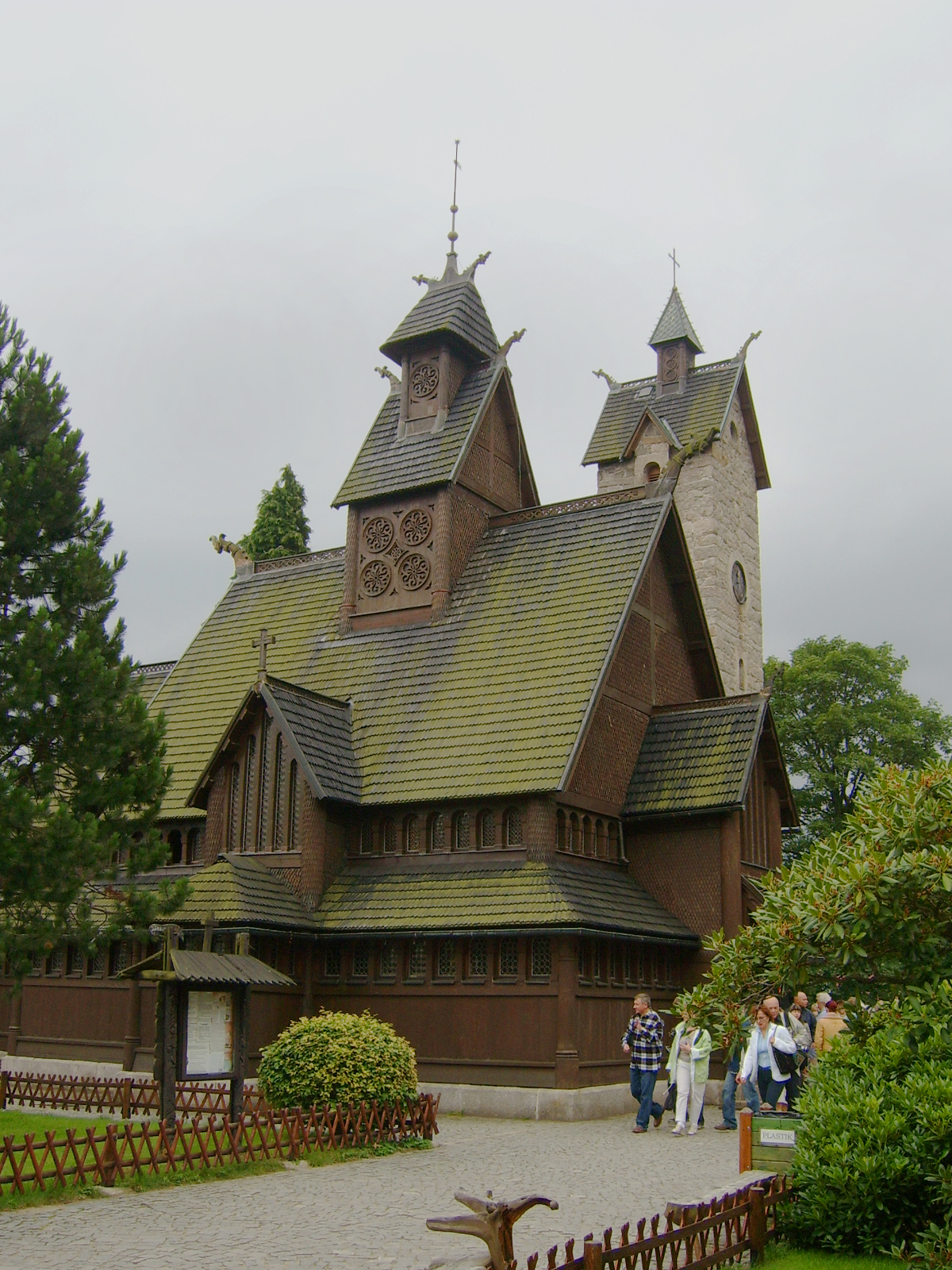
Église médiévale de Vang (initialement édifiée en Norvège)
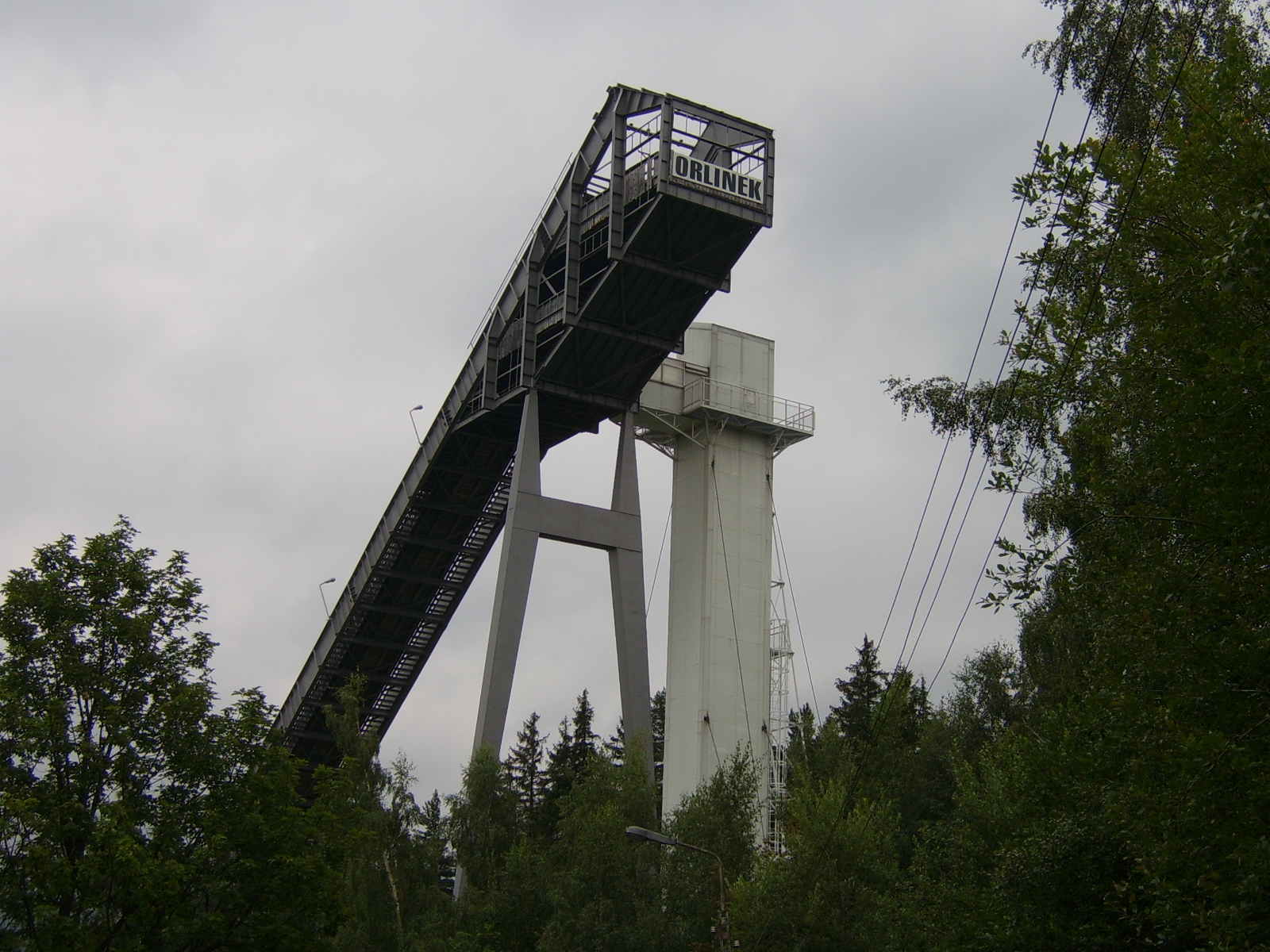
Tremplin de saut à skis
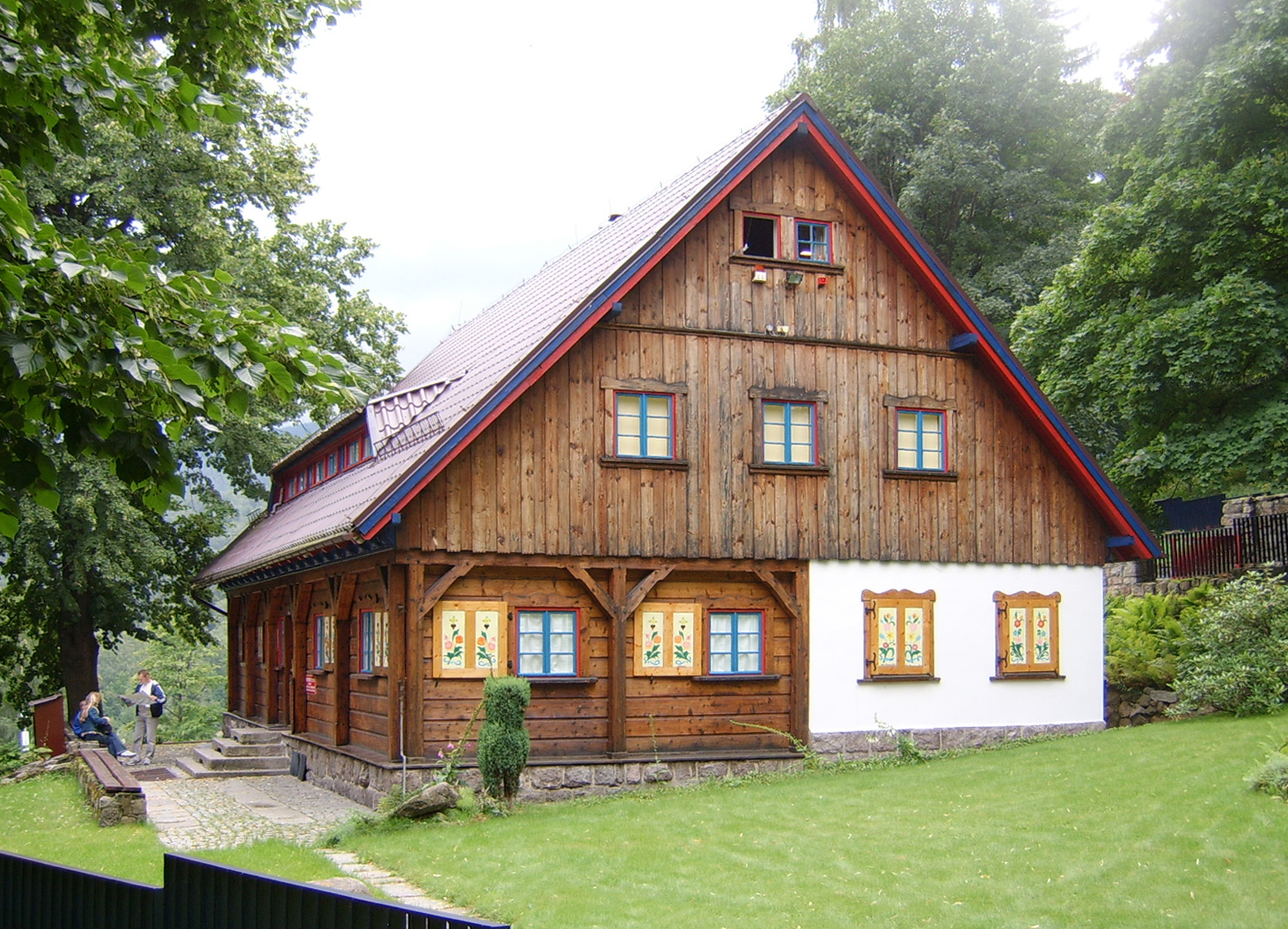
Musée des sports et du tourisme